# Saison 1 de Star Trek
Chronologie
Saison 1 de
Star Trek: Discovery Saison 2 de
Star Trek
Cet article présente le guide de la première saison de la série télévisée Star Trek.

## Synopsis de la saison
Star Trek est une des premières séries télévisées de science-fiction qui suit les aventures du vaisseau spatial USS Enterprise (NCC-1701) et son équipage. Il a ensuite acquis le rétronyme de Star Trek: The Original Series (TOS) pour distinguer la série initiale au sein de la franchise médiatique qu'il a commencée.
L'action se déroule dans la Voie lactée, vers 2266-2269 (c'est-à-dire deux siècles après la période de tournage des épisodes). Le navire et l'équipage sont dirigés par le capitaine Kirk, le premier officier et officier scientifique Spock et le médecin-chef Leonard H. "Bones" McCoy. L'introduction en voix off de William Shatner (doublage V.F. Yvon Thiboutot) lors du générique d'ouverture de chaque épisode indiquait le but du vaisseau:

En V.O. :
Space: the final frontier. These are the voyages of the starship Enterprise. Its five-year mission: to explore strange new worlds, to seek out new life and new civilizations, to boldly go where no man has gone before.

En V.F. :
Espace, frontière de l'infini, vers laquelle voyage notre vaisseau spatial. Sa mission de cinq ans : explorer de nouveaux mondes étranges, découvrir de nouvelles vies, d'autres civilisations et, au mépris du danger, avancer vers l'inconnu.

## Distribution
- William Shatner (VQ : Yvon Thiboutot) : Capitaine James T. Kirk
- Leonard Nimoy (VQ : Régis Dubos) : Spock
- DeForest Kelley (VQ : Michel Georges) : Dr Leonard McCoy
- James Doohan (VQ : Julien Bessette) épisodes 2 à 22 et François Cartier épisodes 23 à 79 sauf épisode 61) : Montgomery Scott
- George Takei (VQ : Daniel Roussel) : Hikaru Sulu
- Nichelle Nichols : (VQ : Arlette Sanders) : Nyota Uhura
- Majel Barrett : Christine Chapel
- Grace Lee Whitney : Yeoman Janice Rand (Début de la saison 1)

## Production
La première saison de la série télévisée de science-fiction américaine Star Trek, créée à l'origine par Gene Roddenberry, a été diffusée sur NBC le 8 septembre, 1966 et s'est terminée le 13 avril 1967. La saison a débuté au Canada sur CTV deux jours avant la première aux États-Unis, le 6 septembre 1966. Elle comprenait en plus de l'épisode pilote, 29 épisodes, soit le plus grand nombre d'épisodes dans une saison pour la série originale de Star Trek. Elle présente William Shatner en tant que le capitaine du vaisseau Enterprise James Tiberius Kirk, Leonard Nimoy en tant que l'officier scientifique Spock et DeForest Kelley en tant que le médecin de bord Leonard McCoy.

## Liste des épisodes
- La Cage (pilote, non diffusé)

1. Ils étaient des millions
2. Charlie X
3. Où l'homme dépasse l'homme
4. L'Équipage en folie
5. L'Imposteur
6. Trois femmes dans un vaisseau
7. La Planète des illusions
8. Miri
9. Les Voleurs d'esprit
10. Fausses Manœuvres
11. La Ménagerie, 1re partie
12. La Ménagerie, 2e partie
13. La Conscience du roi
14. Zone de terreur
15. Une Partie de campagne
16. Galilée ne répond plus
17. Le Chevalier de Dalos
18. Arena
19. Demain sera hier
20. Cour martiale
21. Le Retour des Archons
22. Les Derniers Tyrans
23. Échec et diplomatie
24. Un coin de paradis
25. Les Mines de Horta
26. Les Arbitres du cosmos
27. Les Jumeaux de l'Apocalypse
28. Contretemps
29. La Lumière qui tue

### Épisode 0:La Cage
- États-Unis : 4 octobre 1966 sur NBC
- France : 19 septembre 1988

### Épisode 1:Ils étaient des millions
- Titre original : The Man Trap
- Numéro(s) : 1 (6149-06)
- Scénariste(s) : George Clayton Johnson
- Réalisateur(s) : Marc Daniels
- Diffusion(s) : 
  -  États-Unis : 8 septembre 1966 sur NBC
  -  France : 23 août 1986 sur La Cinq
- Date stellaire : 1513.1
- Invité(es) :
- Résumé : Une créature changeant de forme, affamée de sel, menace l'équipage de l'Enterprise.
- Commentaire(s):

### Épisode 2:Charlie X
- Titre original : Charlie X
- Numéro(s) : 2 (6149-08)
- Scénariste(s) : D. C. Fontana et Gene Roddenberry
- Réalisateur(s) : Lawrence Dobkin
- Diffusion(s) : 
  -  États-Unis : 15 septembre 1966 sur NBC
  -  France : 25 août 1986
- Date stellaire : 1533.6
- Invité(es) :
- Résumé : L'Enterprise prend à son bord un adolescent instable, doté de facultés mentales dangereuses.
- Commentaire(s) :

### Épisode 3:Où l'homme dépasse l'homme
- Titre original : Where No Man Has Gone Before
- Numéro(s) : 3 (6149-02b)
- Scénariste(s) : Sam A. Peeples
- Réalisateur(s) : James Goldstones
- Diffusion(s) : 
  -  États-Unis : 22 septembre 1966 sur NBC
  -  France : 5 juillet 1986
- Date stellaire : 1312.4
- Invité(es) :
- Résumé : Aux limites de la galaxie, deux membres d'équipage développent des pouvoirs psychiques dangereux. L'un d'eux va jusqu'à se prendre pour Dieu.
- Commentaire(s) :

### Épisode 4:L'Équipage en folie
- Titre original : The Naked Time
- Numéro(s) : 4 (6149-07)
- Scénariste(s) : John D. F. Black
- Réalisateur(s) : Marc Daniels
- Diffusion(s) : 
  -  États-Unis : 29 septembre 1966 sur NBC
  -  France : 24 août 1986
- Date stellaire : 1704.2
- Invité(es) :
- Résumé : Une maladie étrange infecte l'équipage de l'Enterprise, les amenant à vivre tous leurs désirs et leurs craintes latents.
- Commentaire(s) :

### Épisode 5:L'Imposteur
- Titre original : The Enemy Within
- Numéro(s) : 5 (6149-05)
- Scénariste(s) : Richard Matheson
- Réalisateur(s) : Leo Penn
- Diffusion(s) : 
  -  États-Unis : 6 octobre 1966 sur NBC
  -  France : 2 septembre 1986
- Date stellaire : 1672.1
- Invité(es) :
- Résumé : Un problème de téléporteur divise le Capitaine Kirk en deux êtres séparés. L'un le bien, l'autre le mal.
- Commentaire(s) :

### Épisode 6:Trois femmes dans un vaisseau
- Titre original : Mudd’s Women
- Numéro(s) : 6 (6149-04)
- Scénariste(s) : Stephen Kandel et Gene Roddenberry
- Réalisateur(s) : Harvey Hart
- Diffusion(s) : 
  -  États-Unis : 13 octobre 1966 sur NBC
  -  France : 1er septembre 1986
- Date stellaire : 1329.1
- Invité(es) :
- Résumé : L’Enterprise prend à son bord un escroc, Harry Mudd et sa « belle » cargaison féminine. Les femmes semblent avoir un effet étrange sur l'équipage masculin.
- Commentaire(s) :

### Épisode 7:La Planète des illusions
- Titre original : What Are Little Girls Made Of?
- Numéro(s) : 7 (6149-10)
- Scénariste(s) : Robert Bloch
- Réalisateur(s) : James Goldstone
- Diffusion(s) : 
  -  États-Unis : 20 octobre 1966 sur NBC
  -  France : 18 septembre 1986
- Date stellaire : 2712.4
- Invité(es) :
- Résumé : L'infirmière Chapel retrouve son fiancé perdu et découvre qu'il a un plan secret pour conquérir la galaxie.
- Commentaire(s) :

### Épisode 8:Miri
- Titre original : Miri
- Numéro(s) : 8 (6149-12)
- Scénariste(s) : Adrian Spies
- Réalisateur(s) : Vincent McEveety
- Diffusion(s) : 
  -  États-Unis : 27 octobre 1966 sur NBC
  -  France : 28 août 1986
- Date stellaire : 2713.5
- Invité(es) :
- Résumé : L'Enterprise découvre un duplicata exact de la Terre, où les seuls survivants d'une peste mortelle sont les enfants pré-pubères de la planète.
- Commentaire(s) :

### Épisode 9:Les Voleurs d'esprit
- Titre original : Dagger of the Mind[2]
- Numéro(s) : 9 (6149-11)
- Scénariste(s) : Shimon Wincelberg
- Réalisateur(s) : Vincent McEveety
- Diffusion(s) : 
  -  États-Unis : 3 novembre 1966 sur NBC
  -  France : 27 août 1986
- Date stellaire : 2715.1
- Invité(es) :
- Résumé : L'Enterprise visite une planète prison où un nouveau traitement pour les fous meurtriers (une machine qui affecte leur esprit et leur mémoire) peut tuer.
- Commentaire(s) :

### Épisode 10:Fausses Manœuvres
- Titre original : The Corbomite Maneuver
- Numéro(s) : 10 (6149-03)
- Scénariste(s) : Jerry Sohl
- Réalisateur(s) : Joseph Sargent
- Diffusion(s) : 
  -  États-Unis : 10 novembre 1966 sur NBC
  -  France : 23 juillet 1986
- Date stellaire : 1512.2
- Invité(es) :
- Résumé : L'Enterprise rencontre un étrange cube dans l'espace : l'enquête en révèle l'origine et le pilote inhabituel.
- Commentaire(s) :

### Épisode 11:La Ménagerie,1repartie
- Titre original : The Menagerie - Part I
- Numéro(s) : 11 (6149-16)
- Scénariste(s) : Gene Roddenberry
- Réalisateur(s) : Marc Daniels
- Diffusion(s) : 
  -  États-Unis : 17 novembre 1966 sur NBC
  -  France : 4 septembre 1986
- Date stellaire : 3012.4
- Invité(es) :
- Résumé : Spock viole toutes les règles de la Fédération pour aider son ancien capitaine, Christopher Pike, à retourner sur la planète interdite Talos IV.
- Commentaire(s) : Cet épisode et le suivant furent écrits et réalisés afin de pouvoir réutiliser plusieurs extraits du Pilote historique de Star Trek, "The Cage", et ainsi économiser le budget de la série, qui commençait dès lors à manquer.

### Épisode 12:La Ménagerie,2epartie
- Titre original : The Menagerie - Part II
- Numéro(s) : 12 (6149–16)
- Scénariste(s) : Gene Roddenberry
- Réalisateur(s) : Marc Daniels
- Diffusion(s) : 
  -  États-Unis : 24 novembre 1966 sur NBC
  -  France : 4 septembre 1986
- Date stellaire : 3012.4
- Invité(es) :
- Résumé : Spock doit passer en jugement pour avoir aidé son ancien capitaine, Christopher Pike, à retourner sur Talos IV.
- Commentaire(s) :

### Épisode 13:La Conscience du roi
- Titre original : The Conscience of the King
- Numéro(s) : 13 (6149–13)
- Scénariste(s) : Barry Trivers
- Réalisateur(s) : Gerd Oswald
- Diffusion(s) : 
  -  États-Unis : 8 décembre 1966 sur NBC
  -  France : 26 août 1986
- Date stellaire : 2817.6
- Invité(es) :
- Résumé : Le capitaine Kirk rencontre une troupe d'acteurs itinérants. Or l'un d'entre eux pourrait avoir été autrefois un dictateur sanguinaire.
- Commentaire(s) : Sujet philosophique abordé : Peut-on sacrifier un certain nombre de personnes pour en sauver une partie ?

### Épisode 14:Zone de terreur
- Titre original : Balance of Terror
- Numéro(s) : 14 (6149-09)
- Scénariste(s) : Paul Schneider
- Réalisateur(s) : Vincent McEveety
- Diffusion(s) : 6 juillet 1986
  -  États-Unis : 15 décembre 1966 sur NBC
  -  France :
- Date stellaire : 1709.2
- Invité(es) :
- Résumé : Après un siècle de paix, l'équipage de l'Enterprise est confronté aux Romuliens.
- Commentaire(s) : Il s'agit de la première apparition historique des Romuliens dans l'univers Star Trek. Première mention également de la Zone Neutre (Neutral Zone, en VO), une partie de l'espace délimitant les territoires de la Fédération et de l'Empire Romulien. Entrer dans la Zone Neutre, et a fortiori, pénétrer dans le territoire de l'ennemi, est normalement interdit, car équivaudrait à une déclaration de guerre.

### Épisode 15:Une partie de campagne
- Titre original : Shore Leave
- Numéro(s) : 15 (6149–17)
- Scénariste(s) : Theodore Sturgeon
- Réalisateur(s) : Robert Sparr
- Diffusion(s) : 
  -  États-Unis : 29 décembre 1966 sur NBC
  -  France : 30 août 1986
- Date stellaire : 3025.3
- Invité(es) :
- Résumé : L'équipage de l’Enterprise visite une planète étrange où tous les souhaits se réalisent.
- Commentaire(s) :

### Épisode 16:Galilée ne répond plus
- Titre original : The Galileo seven
- Numéro(s) : 16 (6149-14)
- Scénariste(s) : Barry Trivers
- Réalisateur(s) : Robert Gist
- Diffusion(s) : 
  -  États-Unis : 5 janvier 1967 sur NBC
  -  France : 29 août 1986
- Date stellaire : 2821.5
- Invité(es) :
- Résumé : Un équipage, commandé par Spock à bord d'une navette, s'écrase à la surface d'une planète inexplorée, habitée par des créatures humanoïdes agressives.
- Commentaire(s) :

### Épisode 17:Le Chevalier de Dalos
- Titre original : The Squire of Gothos
- Numéro(s) : 17 (6149–18)
- Scénariste(s) : Paul Schneider
- Réalisateur(s) : Donald McDougall
- Diffusion(s) : 
  -  États-Unis : 12 janvier 1967 sur NBC
  -  France : 31 août 1986
- Date stellaire : 2124.5
- Invité(es) :
- Résumé : Un être tout puissant, habillé comme un châtelain du XVIIIe siècle, torture l'équipage de l'Enterprise.
- Commentaire(s) :

### Épisode 18:Arena
- Titre original : Arena
- Numéro(s) : 18 (6149–19)
- Scénariste(s) : Gene L. Coon
- Réalisateur(s) : Joseph Pevney
- Diffusion(s) : 
  -  États-Unis : 19 janvier 1967 sur NBC
  -  France : 7 juillet 1986
- Date stellaire : 3045.6
- Invité(es) :
- Résumé : À la poursuite d'un vaisseau extraterrestre, Kirk est contraint de se battre dans un duel à mains nues avec le capitaine extraterrestre qui ressemble à un lézard.
- Commentaire(s) :

### Épisode 19:Demain sera hier
- Titre original : Tomorrow Is Yesterday
- Numéro(s) : 19 (6149–21)
- Scénariste(s) : D.C. Fontana
- Réalisateur(s) : Michael O'Herlihy
- Diffusion(s) : 
  -  États-Unis : 26 janvier 1967 sur NBC
  -  France : 30 janvier 1983
- Date stellaire : 3113.2
- Invité(es) :
- Résumé : L'équipage de l'Enterprise remonte jusqu'aux années 1960 sur Terre et doit corriger des dégâts qu'ils ont causés à la ligne de temps.
- Commentaire(s) :

### Épisode 20:Cour martiale
- Titre original : Court Martial
- Numéro(s) : 20 (6149-15)
- Scénariste(s) : Oliver Crawford et S. Bar-David
- Réalisateur(s) : Robert Sparr
- Diffusion(s) : 
  -  États-Unis : 2 février 1967 sur NBC
  -  France : 11 août 1986
- Date stellaire : 2947.3
- Invité(es) : Perry Lopez
- Résumé : Le capitaine Kirk passe en justice pour négligences ayant provoqué la mort d'un officier et l'ordinateur de l'Enterprise est le principal témoin contre lui.
- Commentaire(s) :

### Épisode 21:Le Retour des Archons
- Titre original : The Return of the Archons
- Numéro(s) : 21 (6149–22)
- Scénariste(s) : Boris Sobelman et Gene Roddenberry
- Réalisateur(s) : Joseph Pevney
- Diffusion(s) : 
  -  États-Unis : 9 février 1967 sur NBC
  -  France : 7 septembre 1986
- Date stellaire : 3156.2
- Invité(es) :
- Résumé : L'équipage de l'Enterprise rencontre une société étrange où chacun est contrôlé par un leader invisible.
- Commentaire(s) :

### Épisode 22:Les Derniers Tyrans
- Titre original : Space Seed
- Numéro(s) : 22 (6149–24)
- Scénariste(s) : Gene L. Coon et Carey Wilbur
- Réalisateur(s) : Marc Daniels
- Diffusion(s) : 
  -  États-Unis : 16 février 1967 sur NBC
  -  France : 13 septembre 1986
- Date stellaire : 3141.9
- Invité(es) : Ricardo Montalbán dans le rôle de Khan Noonien Singh
- Résumé : L'Enterprise réveille un surhomme, génétiquement modifié, endormi depuis les Guerres eugéniques sur Terre dans les années 1990 : Khan Noonien Singh.
- Commentaire(s) :

### Épisode 23:Échec et Diplomatie
- Titre original : A Taste of Armageddon
- Numéro(s) : 23 (6149–23)
- Scénariste(s) : Robert Hammer et Gene L. Coon
- Réalisateur(s) : Joseph Pevney
- Diffusion(s) : 
  -  États-Unis : 13 février 1967 sur NBC
  -  France : 20 juillet 1986
- Date stellaire : 3192.1
- Invité(es) :
- Résumé : L'équipage de l'Enterprise visite une planète dont le peuple se bat dans une guerre informatisée avec une planète ennemie voisine.
- Commentaire(s) :

### Épisode 24:Un coin de paradis
- Titre original : This Side of Paradise
- Numéro(s) : 24 (6149–25)
- Scénariste(s) : D.C. Fontana et Nathan Butler
- Réalisateur(s) : Ralph Senensky
- Diffusion(s) : 
  -  États-Unis : 2 mars 1967 sur NBC
  -  France : 10 septembre 1986
- Date stellaire : 3417.3 - 3417.7
- Invité(es) :
- Résumé : L'Enterprise visite une planète où les habitants sont contrôlés par des fleurs étranges.
- Commentaire(s) :

### Épisode 25:Les Mines de Horta
- Titre original : The Devil in the Dark
- Numéro(s) : 25 (6149–26)
- Scénariste(s) : Gene L. Coon
- Réalisateur(s) : Joseph Pevney
- Diffusion(s) : 
  -  États-Unis : 9 mars 1967 sur NBC
  -  France : 16 septembre 1986
- Date stellaire : 3196.1
- Invité(es) :
- Résumé : Le capitaine Kirk affronte une créature souterraine qui tue des mineurs.
- Commentaire(s) :

### Épisode 26:Les Arbitres du cosmos
- Titre original : Errand of Mercy
- Numéro(s) : 26 (6149–27)
- Scénariste(s) : Gene L. Coon
- Réalisateur(s) : John Newland
- Diffusion(s) : 
  -  États-Unis : 23 mars 1967 sur NBC
  -  France : 6 mars 1983
- Date stellaire : 3198.4
- Invité(es) :
- Résumé : Kirk et Spock essayent de soulever une population primitive, extrêmement passive, contre les Klingons.
- Commentaire(s) :

### Épisode 27:Les Jumeaux de l'Apocalypse
- Titre original : The Alternative Factor
- Numéro(s) : 27 (6149–20)
- Scénariste(s) : Don Ingalls
- Réalisateur(s) : Gerd Oswald
- Diffusion(s) : 
  -  États-Unis : 30 mars 1967 sur NBC
  -  France : 6 août 1986
- Date stellaire : 3087.6
- Invité(es) : Janet MacLachlan
- Résumé : L'Enterprise rencontre un fou ayant la capacité de passer de notre univers à un univers opposé fait d'antimatière.
- Commentaire(s) :

### Épisode 28:Contretemps
- Titre original : The City on the Edge of Forever
- Numéro(s) : 28 (6149–28)
- Scénariste(s) : Harlan Ellison
- Réalisateur(s) : Joseph Pevney
- Diffusion(s) : 
  -  États-Unis : 6 avril 1967 sur NBC
  -  France : 13 février 1983
- Date stellaire : 3134.0
- Invité(es) :
- Résumé : L'Enterprise découvre une porte du temps qui amène McCoy à changer accidentellement l'histoire de la Terre au début du XXe siècle. Kirk et Spock le suivent pour essayer de réparer les dégâts.
- Commentaire(s) :

### Épisode 29:La Lumière qui tue
- Titre original : Operation: Annihilate!
- Numéro(s) : 29 (6149–29)
- Scénariste(s) : Stephen W. Carabatsos
- Réalisateur(s) : Herschel Daugherty
- Diffusion(s) : 
  -  États-Unis : 13 avril 1967 sur NBC
  -  France : 12 juillet 1986
- Date stellaire : 3287.2
- Invité(es) :
- Résumé : L'Enterprise découvre des parasites qui ont détruit une colonie, et s'apprêtent à continuer à envahir la galaxie.
- Commentaire(s) :